# Raúl Horacio Balbi
Raúl Horacio Balbi (* 7. Oktober 1973 in Buenos Aires, Argentinien) ist ein ehemaliger argentinischer Boxer und Normalausleger. Er gewann seine ersten 19 Kämpfe und erfuhr in seinem 20. Kampf seine erste Niederlage. Am 8. August 2001 wurde er Weltmeister der World Boxing Association. Diesen Gürtel konnte er bis zum 5. Januar des darauffolgenden Jahres verteidigen.